# Округ Бример (Ајова)
Бример (енгл. Bremer County) је округ у америчкој савезној држави Ајова.

## Демографија
По попису из 2010. године број становника је 24.276, што је 951 (4,1%) становника више него 2000. године.
| Група             | 2000.          | 2010.          |
| Белци             | 22.836 (97,9%) | 23.459 (96,6%) |
| Афроамериканци    | 112 (0,5%)     | 191 (0,8%)     |
| Азијати           | 121 (0,5%)     | 174 (0,7%)     |
| Хиспаноамериканци | 130 (0,6%)     | 239 (1,0%)     |
| Укупно            | 23.325         | 24.276         |